# Scott Sinclair
Scott Andrew Sinclair (sinh ngày 25 tháng 3 năm 1989 tại Bath, Somerset) là một cầu thủ bóng đá người Anh.
Sinclair gia nhập đội trẻ của Bristol Rovers từ năm 9 tuổi và đá trận đầu tiên cho CLB này từ năm 15 tuổi. Sau đó Chelsea đã ký hợp đồng với Sinclair vào tháng 7 năm 2005. Tuy nhiên từ đó anh thường bị cho các CLB ở giải hạng Nhất mượn. Sau chuỗi trận thi đấu không thành công, anh đã được bán cho đội hạng nhất Swansea City

## Thống kê sự nghiệp
Tính đến ngày 29 tháng 8 năm 2015.
| Câu lạc bộ                  | Mùa giải            | League              | League | League | FA Cup | FA Cup | League Cup | League Cup | Khác | Khác | Tổng cộng | Tổng cộng |
| Câu lạc bộ                  | Mùa giải            | Hạng                | Trận   | Bàn    | Trận   | Bàn    | Trận       | Bàn        | Trận | Bàn  | Trận      | Bàn       |
| --------------------------- | ------------------- | ------------------- | ------ | ------ | ------ | ------ | ---------- | ---------- | ---- | ---- | --------- | --------- |
| Bristol Rovers              | 2004–05             | League Two          | 2      | 0      | 0      | 0      | 0          | 0          | 0    | 0    | 2         | 0         |
| Chelsea                     | 2006–07             | Premier League      | 2      | 0      | 0      | 0      | 1          | 0          | 0    | 0    | 3         | 0         |
| Chelsea                     | 2007–08             | Premier League      | 1      | 0      | 2      | 0      | 3          | 1          | 1    | 0    | 7         | 1         |
| Chelsea                     | 2008–09             | Premier League      | 2      | 0      | 1      | 0      | 1          | 0          | 0    | 0    | 4         | 0         |
| Chelsea                     | Tổng cộng           | Tổng cộng           | 5      | 0      | 3      | 0      | 5          | 1          | 1    | 0    | 14        | 1         |
| Plymouth Argyle (mượn)      | 2006–07             | Championship        | 15     | 2      | 3      | 2      | —          | —          | —    | —    | 18        | 4         |
| Queens Park Rangers (mượn)  | 2007–08             | Championship        | 9      | 1      | —      | —      | —          | —          | —    | —    | 9         | 1         |
| Charlton Athletic (mượn)    | 2007–08             | Championship        | 3      | 0      | —      | —      | —          | —          | —    | —    | 3         | 0         |
| Crystal Palace (mượn)       | 2007–08             | Championship        | 6      | 2      | —      | —      | —          | —          | 2    | 0    | 8         | 2         |
| Birmingham City (mượn)      | 2008–09             | Championship        | 14     | 0      | —      | —      | —          | —          | —    | —    | 14        | 0         |
| Wigan Athletic (mượn)       | 2009–10             | Premier League      | 18     | 1      | 3      | 1      | 1          | 0          | —    | —    | 22        | 2         |
| Swansea City                | 2010–11             | Championship        | 43     | 19     | 2      | 1      | 2          | 4          | 3    | 3    | 50        | 27        |
| Swansea City                | 2011–12             | Premier League      | 38     | 8      | 1      | 0      | 1          | 0          | —    | —    | 40        | 8         |
| Swansea City                | 2012–13             | Premier League      | 1      | 1      | —      | —      | 0          | 0          | —    | —    | 1         | 1         |
| Swansea City                | Tổng cộng           | Tổng cộng           | 82     | 28     | 3      | 1      | 3          | 4          | 3    | 3    | 91        | 36        |
| Manchester City             | 2012–13             | Premier League      | 11     | 0      | 2      | 0      | 1          | 0          | 1    | 0    | 15        | 0         |
| Manchester City             | 2013–14             | Premier League      | 0      | 0      | —      | —      | —          | —          | —    | —    | 0         | 0         |
| Manchester City             | 2014–15             | Premier League      | 2      | 0      | 0      | 0      | 1          | 0          | 1    | 0    | 4         | 0         |
| Manchester City             | Total               | Total               | 13     | 0      | 2      | 0      | 2          | 0          | 2    | 0    | 19        | 0         |
| West Bromwich Albion (mượn) | 2013–14             | Premier League      | 8      | 0      | 1      | 0      | 2          | 0          | —    | —    | 11        | 0         |
| Aston Villa (mượn)          | 2014–15             | Premier League      | 9      | 1      | 3      | 2      | —          | —          | —    | —    | 12        | 3         |
| Aston Villa                 | 2015–16             | Premier League      | 7      | 2      | 0      | 0      | 3          | 4          | —    | —    | 10        | 6         |
| Aston Villa                 | Tổng cộng           | Tổng cộng           | 24     | 3      | 4      | 2      | 5          | 4          | —    | —    | 33        | 9         |
| Tổng cộng sự nghiệp         | Tổng cộng sự nghiệp | Tổng cộng sự nghiệp | 187    | 37     | 18     | 6      | 14         | 9          | 8    | 3    | 227       | 54        |